# Naturschutzgebiet Krainke von Quelle bis Mündung in die Sude
Koordinaten: 53° 19′ 34,9″ N, 10° 53′ 4,3″ O
Das Naturschutzgebiet Krainke von der Quelle bis Mündung in die Sude war ein 22 Hektar umfassendes Naturschutzgebiet in Mecklenburg-Vorpommern (ab 1993 größtenteils in Niedersachsen) zwei Kilometer östlich des Ortes Besitz. Die Unterschutzstellung erfolgte am 15. Mai 1990 mit dem Ziel, einen Teil des Flusses Krainke mit angrenzenden Flächen zu erhalten.
Das Naturschutzgebiet lag im Naturpark Mecklenburgisches Elbetal.
Heute liegt der mecklenburgische Teil im UNESCO-Biosphärenreservat Flusslandschaft Elbe-Mecklenburg-Vorpommern. Mit Verabschiedung des „Gesetzes über das Biosphärenreservat Flusslandschaft Elbe Mecklenburg-Vorpommern“ vom 15. Januar 2015 wurde das Großschutzgebiet zur Umsetzung der nationalen Kriterien für die Anerkennung und Überprüfung von Biosphärenreservaten der UNESCO in Deutschland in Kern- und Pflege- und Entwicklungszonen gegliedert (§ 6 BRElbeG M-V). Gleichzeitig wurden mit Artikel 7 des Gesetzes „Aufhebung von Rechtsvorschriften“ die nationalen Schutzgebietsverordnungen und Beschlüsse u. a. zu Landschafts- und Naturschutzgebieten sowie zum Naturpark „Mecklenburgisches Elbetal“ aufgehoben, so dass diese Schutzgebietskategorien innerhalb des Biosphärenreservates nicht mehr existieren. Die Flächen des Naturschutzgebietes sind in den Schutzstatus Pflegezone in das Biosphärenreservat Flusslandschaft Elbe-Mecklenburg-Vorpommern übergegangen.
Der niedersächsische Teil ist im Biosphärenreservat Niedersächsische Elbtalaue aufgegangen.